# إدينبورغ
إدينبورغ (بالإنجليزية: Edinburg) هي مدينة أمريكية تقع في ولاية تكساس.تبلغ مساحة هذه المدينة 96.9 (كم²)،ويبلغ عدد سكانها 79147 نسمة حسب إحصاء سنة 2010 م. تشير إحصاءات سنة 2000م بأن الكثافة السكانية في هذه المدينة تقدر بـ(500.7) نسمة/كم2.

## التركيبة السكانية
حدّد مكتب تعداد الولايات المتحدة بيانات التركيبة السكانية لإدينبورغ في تعداد الولايات المتحدة. في ما يلي، التركيبة السكانية حسب تعدادي 2000 و2010.

### تعداد عام 2000
بلغ عدد سكان إدينبورغ 48,465 نسمة بحسب تعداد عام 2000، وبلغ عدد الأسر 14,183 أسرة وعدد العائلات 11,412 عائلة مقيمة في المدينة. في حين سجلت الكثافة السكانية 417.9 نسمة لكل كيلومتر مربع (1,082.4/ميل2). وبلغ عدد الوحدات السكنية 16,031 وحدة بمتوسط كثافة قدره 138.2 لكل كيلومتر مربع (357.9/ميل2).
وتوزع التركيب العرقي للمدينة بنسبة 73.32% من البيض و0.58% من الأمريكيين الأفارقة و0.47% من الأمريكيين الأصليين و0.65% من الأمريكيين ذوي الأصول الآسيوية و0.04% من سكان جزر المحيط الهادئ و22.67% من الأعراق الأخرى و2.27% من عرقين مختلطين أو أكثر و88.68% من الهسبانيون أو اللاتينيون من أي عرق.
بلغ عدد الأسر 14,183 أسرة كانت نسبة 53.2% منها لديها أطفال تحت سن الثامنة عشر تعيش معهم، وبلغت نسبة الأزواج القاطنين مع بعضهم البعض 56.9% من أصل المجموع الكلي للأسر، ونسبة 19% من الأسر كان لديها معيلات من الإناث دون وجود شريك، بينما كانت نسبة 4.5% من الأسر لديها معيلون من الذكور دون وجود شريكة وكانت نسبة 19.5% من غير العائلات. تألفت نسبة 15.4% من أصل جميع الأسر من عدة أفراد يعيشون في نفس المنزل ونسبة 5.5% كانت تتألف من شخص يعيش بمفرده يبلغ من العمر 65 عاماً أو أكثر. وبلغ متوسط حجم الأسرة المعيشية 3.29، أما متوسط حجم العائلات فبلغ 3.71.
بلغ العمر الوسطي للسكان 27.2 عاماً. وكانت نسبة 32.5% من القاطنين تحت سن الثامنة عشر، وكانت نسبة 11.9% بين الثامنة عشر والرابعة والعشرين عاماً، ونسبة 28.5% كانت واقعةً في الفئة العمرية ما بين الخامسة والعشرين والرابعة والأربعين عاماً، ونسبة 15.6% كانت ما بين الخامسة والأربعين والرابعة والستين، ونسبة 7.9% كانت ضمن فئة الخامسة والستين عاماً فما فوق. يوجد لكل 100 أنثى 90.3 ذكر، ويوجد لكل 100 أنثى في الثامنة عشر من عمرها فما فوق 84.5 ذكر.
بلغ متوسط دخل الأسرة في المدينة 28,938 دولارًا، أما متوسط دخل العائلة فبلغ 30,634 دولارًا. وكان متوسط دخل الذكور 27,505 دولارًا مقابل 21,010 دولارًا للإناث. وسجل دخل الفرد الخاص بالمدينة 11,854 دولارًا. وكانت نسبة 25.2% من العائلات ونسبة 29.2% من السكان تحت خط الفقر، وكان من هؤلاء نسبة 37.4% تحت سن الثامنة عشر ونسبة 23% في الخامسة والستين من العمر وما فوق.

### تعداد عام 2010
بلغ عدد سكان إدينبورغ 77,100 نسمة بحسب تعداد عام 2010، وبلغ عدد الأسر 23,099 أسرة وعدد العائلات 17,600 عائلة مقيمة في المدينة. في حين سجلت الكثافة السكانية 664.8 نسمة لكل كيلومتر مربع (1,721.8/ميل2). وبلغ عدد الوحدات السكنية 25,167 وحدة بمتوسط كثافة قدره 217 لكل كيلومتر مربع (562.0/ميل2).
وتوزع التركيب العرقي للمدينة بنسبة 85.27% من البيض و1.59% من الأمريكيين الأفارقة و0.41% من الأمريكيين الأصليين و2.17% من الأمريكيين ذوي الأصول الآسيوية و0.02% من سكان جزر المحيط الهادئ و9.06% من الأعراق الأخرى و1.49% من عرقين مختلطين أو أكثر و88.18% من الهسبانيون أو اللاتينيون من أي عرق.
بلغ عدد الأسر 23,099 أسرة كانت نسبة 49% منها لديها أطفال تحت سن الثامنة عشر تعيش معهم، وبلغت نسبة الأزواج القاطنين مع بعضهم البعض 49.8% من أصل المجموع الكلي للأسر، ونسبة 20.4% من الأسر كان لديها معيلات من الإناث دون وجود شريك، بينما كانت نسبة 6% من الأسر لديها معيلون من الذكور دون وجود شريكة وكانت نسبة 23.8% من غير العائلات. تألفت نسبة 17.3% من أصل جميع الأسر من عدة أفراد يعيشون في نفس المنزل ونسبة 4.7% كانت تتألف من شخص يعيش بمفرده يبلغ من العمر 65 عاماً أو أكثر. وبلغ متوسط حجم الأسرة المعيشية 3.16، أما متوسط حجم العائلات فبلغ 3.63.
بلغ العمر الوسطي للسكان 28.0 عاماً. وكانت نسبة 31% من القاطنين تحت سن الثامنة عشر، وكانت نسبة 13.9% بين الثامنة عشر والرابعة والعشرين عاماً، ونسبة 30.3% كانت واقعةً في الفئة العمرية ما بين الخامسة والعشرين والرابعة والأربعين عاماً، ونسبة 17.5% كانت ما بين الخامسة والأربعين والرابعة والستين، ونسبة 7.3% كانت ضمن فئة الخامسة والستين عاماً فما فوق. وتوزع التركيب الجنسي للسكان بنسبة 49.7% ذكور و50.3% إناث.

## أعلام
- جيم رايت
- تيري كاناليس
- بوبي بوليدو
- ألفريدو كانتو غونزاليس
- جيم مانينغ